# Cerastis violetta
Cerastis violetta is een vlinder uit de familie van de uilen (Noctuidae). De wetenschappelijke naam van de soort is voor het eerst geldig gepubliceerd in 1948 door Boursin.
1. ↑  Beccaloni, G.W., Scoble, M.J., Robinson, G.S. & Pitkin, B. (Editors). (2003). The Global Lepidoptera Names Index (LepIndex). (Geraadpleegd maart 2013).